# Johann Schoon
Johann Loets Schoon (* 26. Januar 1894 in Spetzerfehn, Landkreis Aurich, Ostfriesland; † 19. Mai 1968 in Sanderbusch, Landkreis Friesland) war ein ostfriesischer Heimatschriftsteller.

## Leben
Johann Schoons Vater Loet war Landwirt und Binnenschiffer in Spetzerfehn. Gemeinsam mit seiner Frau Margaretha verwaltete er die Bahn- und Postagentur, betreute die Eisenbahnbrücke und betrieb eine Gastwirtschaft. Die Vorfahren lassen sich bis in die Gründungszeit des Fehns (1746) zurückverfolgen.
Zunächst sollte Schoon Lehrer werden, musste aber die „Präparandenanstalt“ in Aurich (Vorbereitung für das Lehrerseminar) verlassen, weil er „verbotene Literatur“ („Sherlock Holmes“) gelesen hatte. Später wurde er Postbote, nach dem Zweiten Weltkrieg verdiente er seinen Lebensunterhalt als Teeverkäufer (Marke „Teegefällig“), als Mitarbeiter des Hochdeutsch-plattdeutschen Wörterbuchs von Otto Buurman sowie als Verfasser einer großen Anzahl von Zeitungsbeiträgen über Natur und Menschen in Ostfriesland.
Schoon war in beiden Weltkriegen Soldat.
Ab 1920 veröffentlichte Schoon Betrachtungen und Geschichten, vor allem aber Gedichte und Balladen in Lokalzeitungen und Heimatbeilagen. Seine entscheidende Schaffenszeit fällt in die fünfziger und sechziger Jahre – bis zu seinem Tod erstellte er Hunderte von Texten, die in den Tageszeitungen seiner Heimat erschienen und ihm den Ruf als „Hermann Löns von Ostfriesland“ eintrugen.
Schoons Werk umfasst überwiegend hochdeutsche, aber auch plattdeutsche Texte und Lyrik.
Johann Schoon war Onkel der plattdeutschen Lyrikerin Greta Schoon.

## Würdigung
Schoon erhielt 1966 den Freudenthal-Preis für niederdeutsche Literatur.

## Werke
- Wulfsblömen – Hoch- und niederdeutsche Geschichten und Gedichte. Schuster-Verlag, Leer 1989.